# Buscando el norte
Buscando el norte es una serie de televisión española producida por Aparte Producciones y emitida por Antena 3, adaptación de la película Perdiendo el norte. Está protagonizada por Antonio Velázquez, Belén Cuesta, Elisa Mouliaá, Terele Pávez, entre otros. Se estrenó el 10 de febrero de 2016. El último capítulo fue televisado el 6 de abril de 2016, conociéndose su cancelación y su no renovación el 10 de junio de 2016.

## Episodios
| Temporada | Temporada | Episodios | Número de episodios | Estreno               | Final              | Audiencia media | Audiencia media |
| Temporada | Temporada | Episodios | Número de episodios | Estreno               | Final              | Espectadores    | Cuota           |
| --------- | --------- | --------- | ------------------- | --------------------- | ------------------ | --------------- | --------------- |
|           | 1         | 8         | 1-8                 | 10 de febrero de 2016 | 6 de abril de 2016 | 2 755 000       | 15,3%           |

## Sinopsis
Álex (Antonio Velázquez), un enfermero que, junto a su novia Manuela (Elisa Mouliaá), una loca de la planificación que en los ocho años de relación con el enfermero ya ha decidido cuándo y cómo tenía que conocer a sus padres, cuándo y cómo Álex debía pedirle matrimonio, qué anillo le tendría que regalar o qué hipoteca habría de firmar, decide comprar un piso. Justo cuando acababan de firmar la hipoteca, Álex recibe una llamada del trabajo comunicándole que ha sido despedido. Sin trabajo y sin posibilidades de pagar el piso que acaba de adquirir, Álex decide irse a Alemania para encontrar un trabajo que le permita pagar la hipoteca. Junto a él, irá su hermana que tampoco tiene trabajo, en busca de dejar atrás su vida y comenzar de nuevo.

## Reparto
| - Antonio Velázquez - Alejandro “Alex” Ruiz - Belén Cuesta - Carolina “Carol” Ruiz - Kimberley Tell - Ulrike Ruiz Köhler - Manuel Burque - Salvador "Salva” Clemente - Jorge Bosch - Jaime Carrasco - Goizalde Núñez - María Jesús "Chus" Soto - Bárbara Santa-Cruz - Flor Trujillo - Fele Martínez - Lucas Moreno | - Luis Zahera - Roberto Llamazares - Silvia Alonso - Adela Llamazares - Jesús Carroza - Arturo Aragonés - Elisa Mouliaá - Manuela Nogués - Ferrán Rañé - Marcelino Ruiz - Gillian Apter - Anke Köhler - Óscar Ladoire - Ramón Ruiz - Terele Pávez - Angelines “Nines” |